# Israelisch-Mauretanische Beziehungen

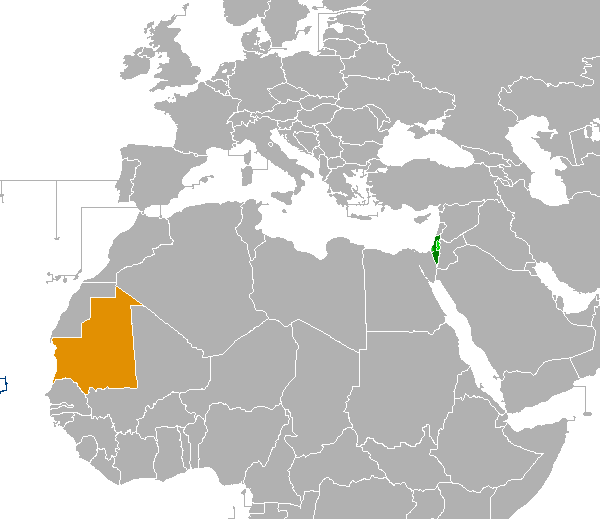

Die Beziehungen zwischen Israel und Mauretanien (arabisch العلاقات الإسرائيلية الموريتانية, hebräisch יחסי ישראל–מאוריטניה, yehasi yisral–meoritania) beschreiben das zwischenstaatliche Verhältnis von Israel und Mauretanien. Mauretanien erklärte Israel im Rahmen des Sechstagekriegs den Krieg. 1999 erkannte Mauretanien als drittes Mitglied der Arabischen Liga – nach Ägypten und Jordanien – Israel als souveränen Staat an. Nach dem Gazakrieg (2008–2009) widerrief Mauretanien jedoch 2009 die Anerkennung Israels und brach bis März 2010 alle Beziehungen ab.

## Geschichte
Mauretanien erklärte Israel während des Sechstagekriegs 1967 den Krieg, nachdem die Arabische Liga dies beschlossen hatte (Mauretanien wurde erst im November 1973 in die Arabische Liga aufgenommen), und nahm diese Erklärung erst 1991 zurück. Allerdings war für die Israelis über die folgenden 32 kaum etwas von dem Kriegszustand zu spüren.
Mitte der 1990er Jahre verbesserten sich die Beziehungen. Dazu gehörten Treffen hinter den Kulissen zwischen Mauretanien und Israel in den Jahren 1995 und 1996, die angeblich auf Betreiben des mauretanischen Präsidenten Maaouya Ould Sid’Ahmed Taya erfolgten. Außerdem wurden 1996 inoffizielle „Interessensabteilungen“ in den spanischen Botschaften der beiden Hauptstädte eingerichtet.

### Aufnahme diplomatischer Beziehungen
Am 28. Oktober 1999 erkannte Mauretanien als drittes Mitglied der Arabischen Liga nach Ägypten und Jordanien Israel als souveränen Staat an. Die beiden Länder nahmen im Oktober 1999 volle diplomatische Beziehungen auf. Diese offizielle Anerkennung erfolgte durch den ehemaligen Präsidenten Maaouya Ould Sid’Ahmed Taya im Zusammenhang mit seiner Kooperation mit den Anti-Terror-Aktivitäten der Vereinigten Staaten. Die Aufnahme voller diplomatischer Beziehungen wurde am 28. Oktober 1999 in Washington, D.C. unterzeichnet.
Auch nach dem Putsch des Militärrats für Gerechtigkeit und Demokratie im August 2005, der Präsident Maaouya Ould Sid’Ahmed Taya stürzte, wurde die Anerkennung Israels aufrechterhalten.

### Bruch der diplomatischen Beziehungen
Als Reaktion auf den Gaza-Krieg wurden die Beziehungen zu Israel im Januar 2009 eingefroren. Im Februar 2009 berief Mauretanien seinen Botschafter aus Israel ab, und am 6. März 2009 wurde das Personal aus der israelischen Botschaft in Nouakchott vertrieben und erhielt 48 Stunden Zeit, Mauretanien zu verlassen. Einer Mitteilung des israelischen Außenministeriums zufolge schloss Israel die Botschaft am selben Tag offiziell.
Nach dem Friedensabkommen zwischen Israel und den Vereinigten Arabischen Emiraten im August 2020 erklärte das mauretanische Außenministerium, sein Land vertraue auf die „Weisheit und das gute Urteilsvermögen“ („wisdom and good judgement“) der Führung der Vereinigten Arabischen Emirate, die ein Abkommen mit Israel unterzeichnet habe, um einer Normalisierung der Beziehungen zuzustimmen. Außerdem erklärte das Außenministerium, dass „die VAE absolute Autonomie und völlige Unabhängigkeit bei der Gestaltung ihrer Beziehungen und der Beurteilung ihrer Positionen im Einklang mit ihren nationalen Interessen und den Interessen der Araber besitzen“ („the UAE possesses absolute sovereignty and complete independence in conducting its relations and assessing the positions it takes in accordance with its national interest and the interests of Arabs“).